# Christiaan Tonnis
Christiaan Dirk Tonnis (Sarrebruck, 5 de junio de 1956) es un pintor y videoartista alemán. 

## Obra
Los trabajos de Tonnis son "apoyados con el conocimiento psicológico". Sus dibujos más tempranos reflejan su interés a psicoanálisis y psicopatología tal como, catatonia o la depresión postparto representada en su 1980–85 colección. A "muestran al médium como una segunda cara" "usa costuras, máscaras y fragmentos de máscaras; son a veces apenas visibles." En 1986, comenzó a pintar paisajes de la literatura como la "Montaña mágica (Después de que Thomas Mann)" y los retratos de los escritores y filósofos.
Desde 2003 su trabajo se ha hecho más meditativo: "Modelos geométricos en colores brillantes", consecuente con Libro tibetano de los muertos (Bardo Thodol) y Nuevo Testamento — la serie minimalista de "Cuadros de meditación". Formas simples y básicas como la cruz o el círculo están tomadas el simbolismo cristiano y budista. En el múltiple Francisco de Asís, el santo es abstraído a una cruz violeta en la causa negra.
En 2006, Tonnis establece una página de MySpace dedicada a Thomas Bernhard, los cuadros de utilización dicen su biografía. El tema de la página era el lema de Bernhard: "En la oscuridad todo se hace claro."
Sigue una serie de collages en los cuales cabezas de gatos — en el cuerpo de mujeres colocan — al espectador miran „tristemente o soñador“. Un gato es, por ejemplo, con Virginia Woolf, intitulado una otra con Kate Moss.
El arte de Tonnis se muestra en publicaciones internacionales para ilustrar artículos, ensayos, enzyklopedic entradas, etc.

## Video
Tonnis comenzó a hacer vídeos en 2006. Sus sujetos han incluido a William S. Burroughs, Thomas Bernhard y el poeta Georg Trakl.
Para l exposición en 2008 del Frieze Art Fair, él participa en el "Road movie" dirigido por Neville Wakefield inspirado de la novela El carretera de Cormac McCarthy.
A partir de 2009 vídeodocumentaciones se producen para preparaciones de exposición y Vernissagen así como entrevistas de artista para la unión artística la familia Montez (Kunstverein Familie Montez).

## Exposiciones

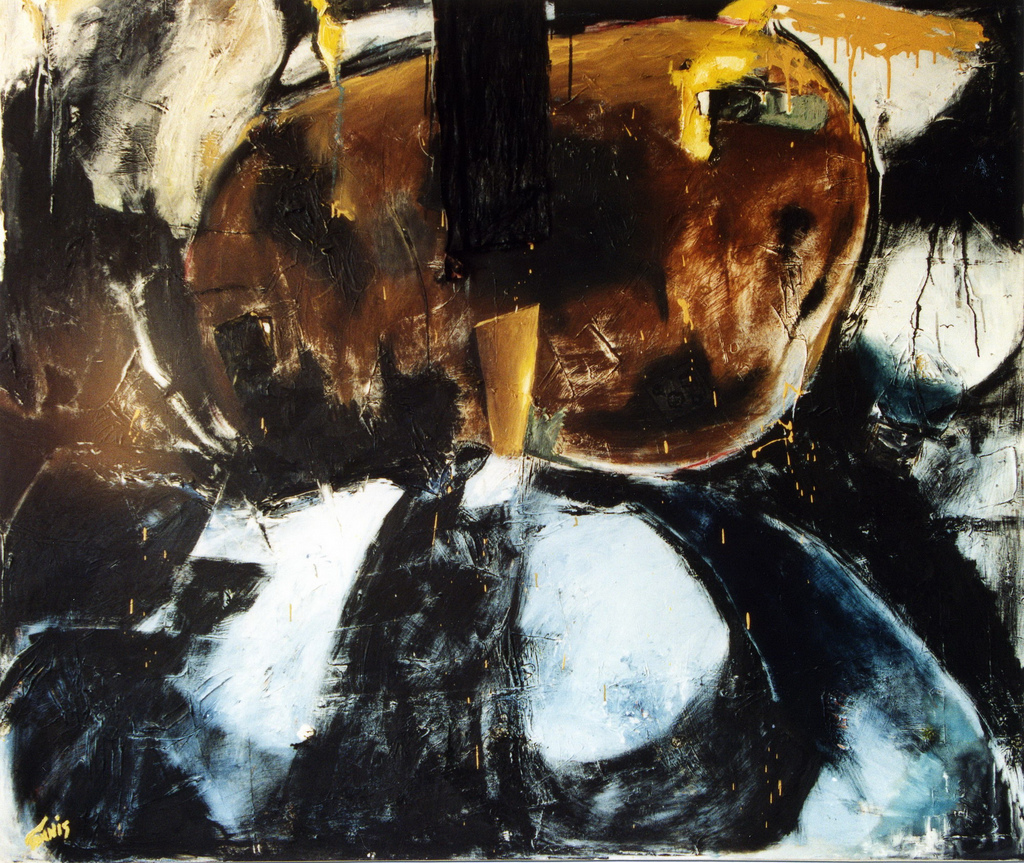
Montaña mágica (Después de que Thomas Mann)", 1987, Óleo sobre lienzo

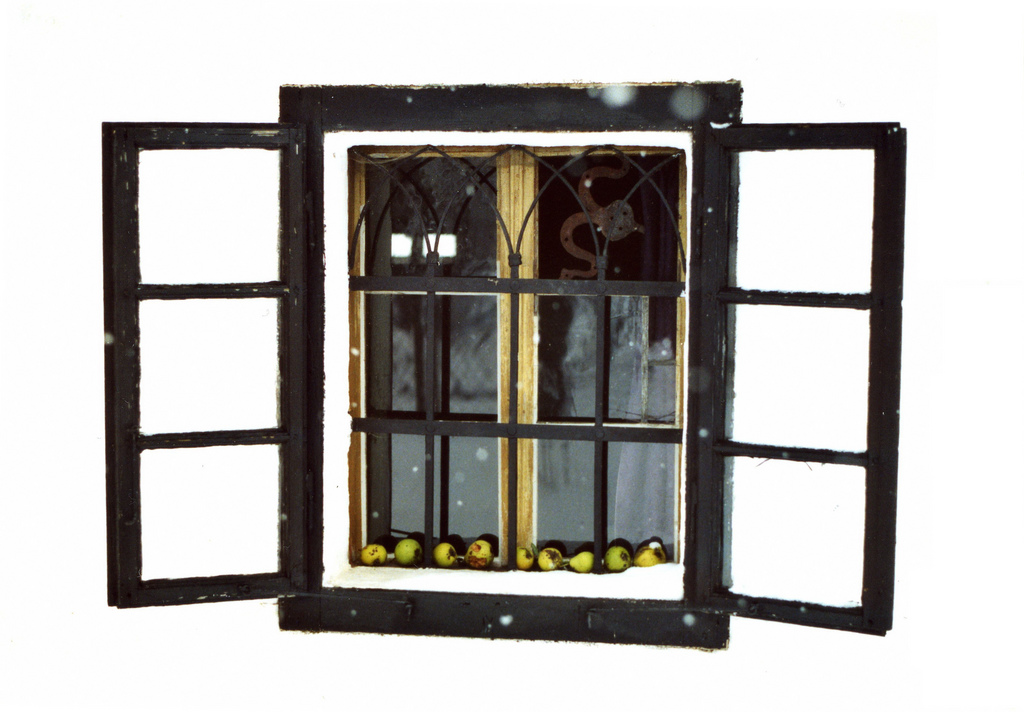
"Thomas Bernhard's House", Video, 2006, Fotografía, 1992

- 1986 Galerie Das Bilderhaus, Fráncfort del Meno
- 1989 Galerie Einbaum, Fráncfort del Meno
- 1990 Galerie Limberg, Fráncfort del Meno
- 2007 Kunstverein Eulengasse, Fráncfort del Meno
- 2007 Instituto Histórico de Olinda, Olinda
- 2008 Melbourne International Arts Festival, Melbourne
- 2008 This Is Not Art, Newcastle
- 2008 Black Rock Arts Foundation, Área de la Bahía de San Francisco
- 2008 Frieze Art Fair, Londres
- 2009 Kunstverein Familie Montez, Fráncfort del Meno
- 2010 Lilly McElroy, Thomas Robertello Gallery, Chicago
- 2010 Klosterpresse, Fráncfort del Meno
- 2011 Kunstverein Eulengasse, Fráncfort del Meno
- 2012 Kunsthaus, Wiesbaden
- 2013 Kunstverein Familie Montez y Der Laden / Bauhaus-Universität Weimar
- 2014 Luminale 2014, Fráncfort del Meno
- 2017 Supermarket 2017, Stockholm Independent Art Fair, Estocolmo
- 2018 Quinceañera, Kunstverein Eulengasse, Fráncfort del Meno
- 2018 Supermarket Art Fair, Daily Film Documentation of Performances, Estocolmo
- 2019 Latitudes Festival, Santa Cruz de la Sierra
- 2019 Open/Occupy II, Kunstfabrik am Flutgraben, Berlin
- 2020 Ein ganz normaler Herbst, nur anders ... , Kunstverein Familie Montez, Fráncfort del Meno
- 2021 Platforms Project Net 2021, Platforms Project – Independent Art Fair, Atenas
- 2021 be**pART, Atelier Montez, Roma
- 2022 Kurswechsel, Kunstverein Eulengasse, Fráncfort del Meno
- 2023 it's about community ..., TOR Art Space, Fráncfort del Meno
- 2024 Mythos - Malerei, Klosterpresse, Fráncfort del Meno

## Exposición curadet
- 2011 "Schamanismus aus dem Großen Altai", Kunstverein Eulengasse, Fráncfort del Meno[13]
- 2011 "Meg Cebula. Geheimnis und Schönheit", Kunstverein Eulengasse, Fráncfort del Meno[14][15]